# ماریا اشمولن
ماریا اشمولن (به آلمانی: Maria Schmolln) یک منطقهٔ مسکونی در اتریش است که در برونو آم این واقع شده‌است. ماریا اشمولن ۱٬۴۳۵ نفر جمعیت دارد.